# قلعه بنه رز
قلعه بنه رز مربوط به دوره ساسانیان است و در شهرستان فسا، بخش مرکزی، ۸ کیلومتری شمال غرب شهر فسا، ارتفاعات کوه بنه رز واقع شده و این اثر در تاریخ ۱۸ شهریور ۱۳۸۷ با شمارهٔ ثبت ۲۳۴۱۸ به‌عنوان یکی از آثار ملی ایران به ثبت رسیده است.